# Euphorbia gayi
Euphorbia gayi är en törelväxtart som beskrevs av Carl Ulysses Adalbert von Salis-Marschlins. Euphorbia gayi ingår i släktet törlar, och familjen törelväxter. Inga underarter finns listade i Catalogue of Life.